# Żmija zygzakowata
Żmija zygzakowata (Vipera berus) – gatunek jadowitego węża z rodziny żmijowatych (Viperidae).

## Podstawowe informacje
RozmiaryDługość ciała: 90 cm (rzadko do 120 cm)
Masa ciała: do 0,170 kg
WyglądGrzbiet o zabarwieniu brązowym, srebrzystoszarym, żółtawym, oliwkowozielonym, niebieskoszarym, pomarańczowym, czerwonobrązowym lub miedzianoczerwonym. Na grzbiecie ciemniejszy od barwy podstawowej zygzak, tzw. „wstęga kainowa”. Zygzak nie zawsze jest widoczny. Pionowa źrenica. Płaska głowa o trójkątnym zarysie, wyraźnie oddzielona od reszty ciała. Ciało zwęża się w kierunku głowy. Łuski na głowie tworzą wzór przypominający literę X, Y lub V.
BiotopSpotykana na obrzeżach lasów, podmokłych łąkach, polanach leśnych. Lubi siedliska o chłodnym mikroklimacie.
PokarmGłównym pokarmem żmij są małe ssaki owadożerne (ryjówki, krety) i gryzonie (myszowate, nornikowate). Poluje także na żaby, jaszczurki, pisklęta ptaków i owady (prostoskrzydłe, biegaczowate). Młode odżywiają się głównie owadami, ślimakami, dżdżownicami, młodymi płazami i jaszczurkami.
ZachowanieTryb życia dzienny. Chętnie przebywa pod kamieniami, krzewami lub wśród korzeni drzew. Najczęściej ucieka przed napastnikiem, atakuje w sytuacji, gdy jest osaczona. Najpierw jednak zazwyczaj głośno syczy, stosunkowo rzadko kąsa.
RozmnażanieJajożyworodna (stąd pochodzi nazwa łacińska Vipera). Pora godowa przypada na kwiecień-maj. Samce toczą rytualne walki przypominające zapasy. Walczące osobniki oplatają się wokół siebie – unoszą przednie części do góry i każdy z nich usiłuje przygnieść przeciwnika do ziemi. Zaloty i sama kopulacja są długotrwałe (kilka godzin). Samica rodzi 5–15 młodych, które od początku prowadzą samodzielny tryb życia.
WystępowanieŻmija zygzakowata występuje na terenach od północno-zachodniej Francji po wschodnią Syberię i Sachalin. W Skandynawii przekracza koło podbiegunowe, a na południe sięga do Włoch i Azji Mniejszej. W Polsce występuje na całym obszarze, w kilku odmianach, z których najbardziej charakterystyczne są: jasna (szara lub rudobrązowa z czarnym zygzakiem wzdłuż całego grzbietu) i czarna.
Żmija zygzakowata podlega w Polsce częściowej ochronie gatunkowej.
Działanie jadu i leczenie ukąszeńŻmije rzadko kąsają człowieka, starając się raczej uciec. Jeśli zostaną zmuszone do obrony, ich ukąszenie często (30–60% przypadków) jest suche (tj. bez wstrzyknięcia jadu), jednak ze względu na możliwość martwicy, należy zawsze zasięgnąć pomocy medycznej przy potwierdzonym ukąszeniu żmii. Jad żmii zygzakowatej jest mieszaniną kilku toksyn o różnorakim działaniu: uszkadzającym układ nerwowy, powodującym martwicę tkanek, zmniejszającym krzepliwość krwi, zmiany rytmu pracy serca. Po ukąszeniu na skórze poszkodowanego zostają dwie charakterystyczne ranki. Ukąszenie jest szczególnie niebezpieczne dla dzieci i osób starszych. Jednakże nie jest śmiertelnym zagrożeniem dla zdrowego dorosłego człowieka. Leczenie swoiste polega na podaniu antytoksyny końskiej.

## Synonimy
- [Coluber] berus – Linnaeus, 1758
- [Coluber] Chersea – Linnaeus, 1758
- Coluber prester – Linnaeus, 1761
- Coluber vipera Anglorum – Laurenti, 1768
- Coluber Melanis – Pallas, 1771
- Coluber Scytha – Pallas, 1773
- [Coluber] Scytha – Bonnaterre, 1790
- Vipera melanis – Sonnini & Latreille, 1801
- Vipera berus – Daudin, 1803
- Vipera chersea – Daudin, 1803
- Vipera prester – Daudin, 1803
- [Coluber] Caeruleus – Sheppard, 1804
- Vipera communis – Leach, 1817
- Coluber chersea var. marasso – Pollini, 1818
- [Pelias] berus – Merrem, 1820
- [Vipera] marasso – Sette, 1821
- Vipera limnaea – Bendiscioli, 1826
- Vipera trilamina – Millet, 1828
- [Pelias] Chersea – Wagler, 1830
- Vipera torva – Lenz, 1832
- Pelias dorsalis – Gray, 1842
- Vipera Prester var. gagatina – Freyer, 1842
- Echidnoides trilamina – Mauduyt, 1844
- Vipera Pelias – Soubeiran, 1855
- Pelias berus var. Prester – Günther, 1858
- Pelias berus var. Chersea – Günther, 1858
- Pelias berus var. dorsalis – Cope, 1860
- Pelias berus var. niger – Cope, 1860
- Vipera (Pelias) berus – Jan, 1863
- Vipera (Pelias) berus var. prester – Jan, 1863
- Vipera (Pelias) berus var. lymnaea – Jan, 1863
- Pelias Chersea – Erber, 1863
- Pelias berus – Erber, 1863
- Vipera berus var. prester – Jan & Sordelli, 1874
- Vipera berus [berus] – Boettger, 1889
- [Vipera berus] var. montana – Méhely, 1893
- Vipera berus – Boulenger, 1896
- Pelias berus lugubris – Kashehenko, 1902
- Vipera berus pelias – Chabanaud, 1923
- [Vipera (Pelias) berus] forma brunneomarcata – Reuss, 1923
- [Vipera (Pelias) berus] forma luteoalba – Reuss, 1923
- [Vipera (Pelias) berus] forma ochracea asymmetrica – Reuss, 1923
- [Vipera (Pelias) berus] rudolphi-marchica – Reuss, 1924
- [Vipera (Pelias) berus] forma bilineata – Reuss, 1924
- Vipera (Pelias) berus forma chersea-splendens – Reuss, 1925
- Vipera (Pelias) berus forma ochracea-splendens – Reuss, 1925
- Vipera (Pelias) berus forma rutila – Reuss, 1925
- Vipera (Pelias) berus forma punctata – Reuss, 1925
- Coluber sachalinensis continentalis – Nikolski, 1927
- Pelias sudetica – Reuss, 1927 (nomen nudum)
- Vipera berus marchici – Reuss, 1927
- Vipera berus rudolphi – Reuss, 1927 (nomen nudum)
- Vipera berus berus – Mertens & Müller, 1928
- Pelias elberfeldi – Reuss, 1929
- Pelias rudolphi – Reuss, 1930
- Pelias schöttleri – Reuss, 1930
- Pelias tyrolensis – Reuss, 1930
- Pelias schreiberi – Reuss, 1930
- Pelias flavescens – Reuss, 1930 (nomen nudum)
- Pelias subalpina – Reuss, 1930 (nomen nudum)
- Pelias neglecta – Reuss, 1932
- Vipera berus sphagnosa – Krassawzef, 1932
- Pelias occidentalis – Reuss, 1933
- Pelias occidentalis oldesloensis – Reuss, 1933 (nomen nudum)
- Pelias occidentalis orbensis – Reuss, 1933 (nomen nudum)
- Pelias sudetica forma steinii – Reuss, 1935 (nomen nudum)
- Vipera marchici – Reuss, 1935
- Pelias sudetica steinii forma emarcata – Reuss, 1937 (nomen illegitimum)
- Vipera (Vipera) berus berus – Obst, 1983
- Vipera berus forma brunneomarcata – Golay et al., 1993
- Vipera berus forma ochracea-asymmetrica – Golay et al., 1993
- Vipera berus forma luteoalba – Golay et al., 1993
- Pelias schoettleri – Golay et al., 1993
- Coluber coeruleus – Golay et al., 1993
- Vipera berus – Golay et al., 1993[10]

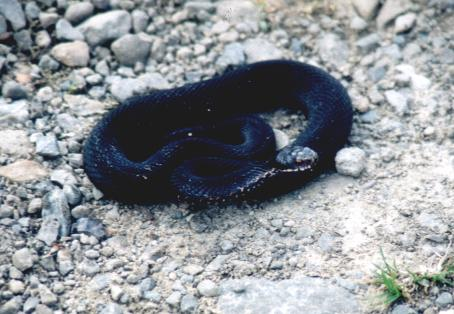
odmiana czarna
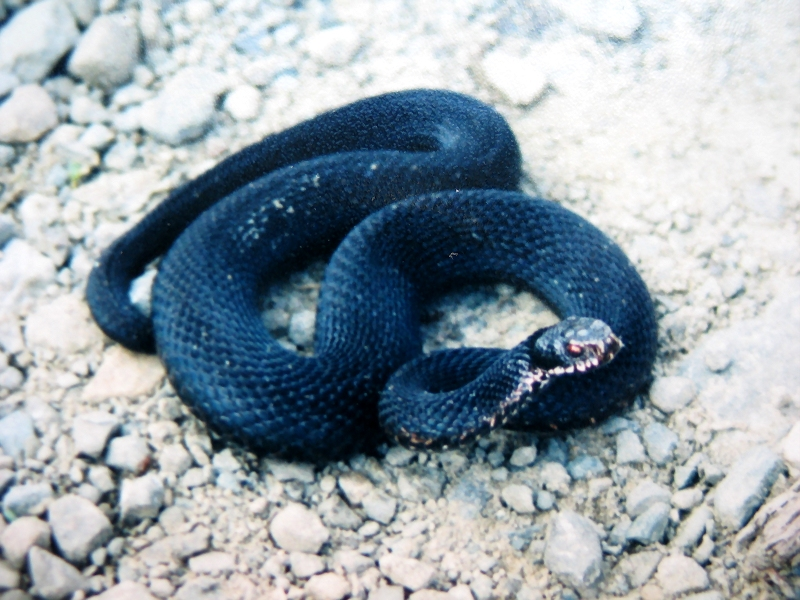
odmiana czarna
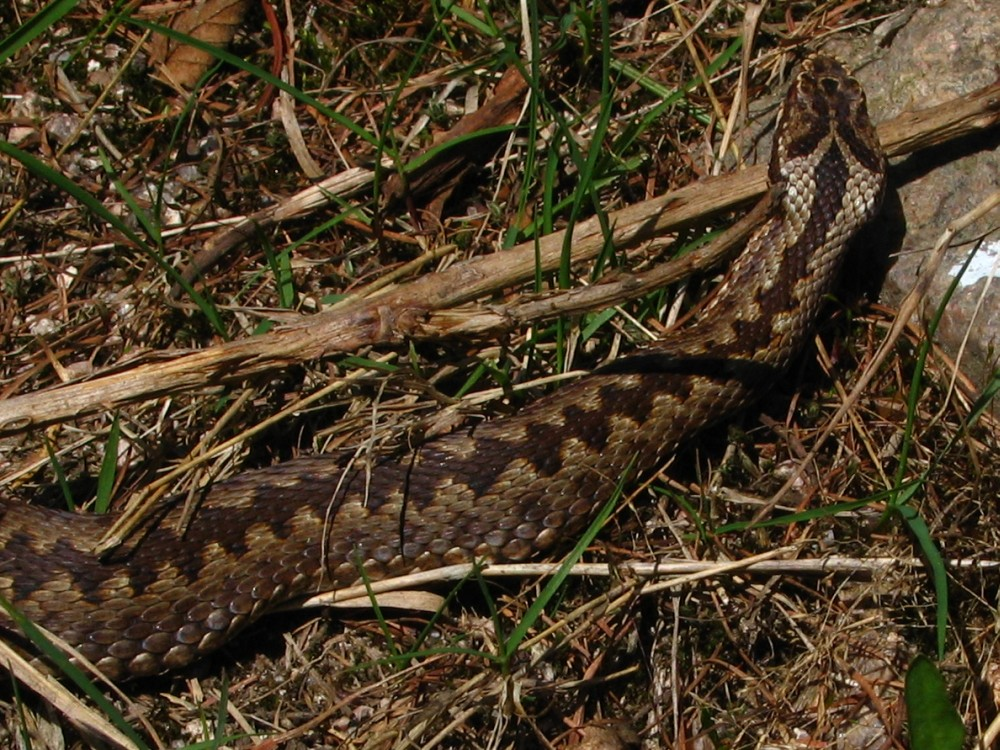
odmiana jasna
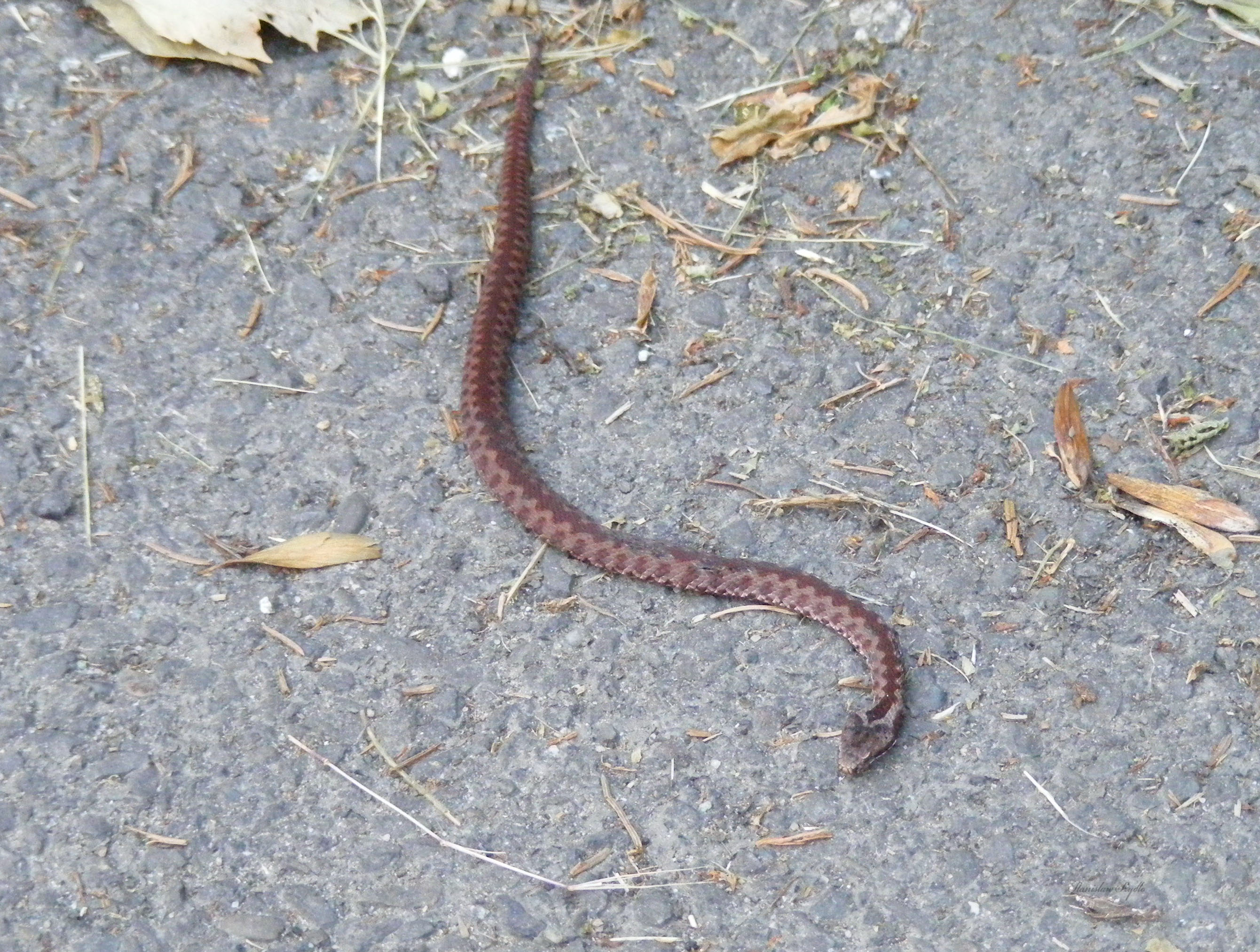
odmiana miedzianoczerwona